# Тереза
Тере́за (лат. Tarasia, Teresia; порт. Teresa, tɨ.ˈɾe.zɐ) — жіноче особове ім'я. Поширене в протестантських і католицьких країнах, а також у Румінії та Молдові. Походження та значення імені невідомі. За однією з версій, воно походить від грецького дієслова «терізо» (грец. θερίζω, therízō, «жати»).
Також — Тереса, Терезія, Тарасія.

## Особи

### Святі
- Мати Тереза
- Тереза Авільська
- Тереза Лізьєська

### Португалія
- Тереза Лоренсівна
- Тереза Португальська
- Тереза Саншівна

### Інше
- Тереза Кристина Бурбон-Сицилійська
- Марія Тереса Карреньо
- Тереза Палмер
- Тереза Расселл
- Тереза Тенг
- Тереза Райт
- Тереза Мей
- Тереза Вільєрс
- Тереса Цєпли
- Тереза Едвардс

### Вигадані персонажі
- Трейсі Бонд
- Тереза Лізбон